# 禤惠儀
禤惠儀 ，JP（1967年—），香港銀行家，現任渣打集團大中華及北亞區行政總裁、渣打銀行（香港）行政總裁，曾任渣打銀行（台灣）董事會主席、Mox虛擬銀行董事會主席。

## 生平
禤惠儀生於香港，中學時就讀於嘉諾撒聖心書院，其後進入香港大學就讀英文系，副修經濟。就讀大學時，她曾在短短一星期內學習日文五十音，最終成功獲取機會獲獎學金到日本考察兩星期，參與食品製作公司新產品開發。大學畢業後，禤惠儀獲船務公司、電腦公司及銀行等取錄，最終在考慮自己對船務及電腦不太熟悉下，選擇到萬國寶通銀行（現稱花旗銀行）擔任實習生。在廣告部實習時，禤惠儀獲當時的客戶介紹到渣打銀行工作。
1991年，禤惠儀轉到渣打銀行工作，主要擔任信用卡銷售策略。其後，禤惠儀歷任產品開發、分行、市場推廣、個人金融業務、財富管理、客戶經驗和公司管治等部門要職。2004年，禤惠儀擔任客戶經驗管理主管。2006年，改任財富管理總經理。2008年，出任客戶經驗總經理。
2009年，禤惠儀出任香港區個人金融業務主管，管理香港的零售銀行業務。期間，香港經歷金融海嘯，渣打銀行當時面對量化寬鬆引發的低息率、投資產品不振、客戶不斷投訴及示威等危機。2010年，禤惠儀與時任渣打香港行政總裁洪丕正出席立法會調查雷曼迷債小組的研訊，就該銀行在銷售雷曼迷債時的手法作出解釋。在禤惠儀出任此職期間，渣打指出香港成為該集團個人金融業務表現最出色的市場。自2009年起，每年度收入也持續錄得增長，並成為集團收入及盈利的主要貢獻地區。
2014年10月，禤惠儀出任大中華區個人銀行客戶部總裁，統領中、港、台三地的個人銀行客戶之發展方向及策略。

### 香港區行政總裁
2017年，禤惠儀在通過面試後，在數名候選人中獲選為新任香港區行政總裁，接替退休的陳秀梅。同年3月，禤惠儀獲集團委任為香港區行政總裁。
2019年，渣打銀行與電訊盈科、香港電訊及攜程集團合資成立虛擬銀行Mox，並獲金管局發出牌照。渣打為唯一營運虛擬銀行的發鈔銀行，其後Mox銀行於2020年9月開業。2019年5月至2023年9月間，禤惠儀出任虛擬銀行Mox的創始董事會主席。
2020年初，COVID19疫情爆發，禤惠儀與其他渣打香港高層每日就疫情變化開管理層會議，商討銀行服務如何對應疫情。期間，她就員工、社會及客戶需要持續實施營運持續計畫。她推出了每週虛擬早餐會議，在透過聆聽前線同事、中層經理說明在疫情營運時的困難，推出在家工作、使用即時通訊軟件等措施應對疫情。在疫情持續期間，她加強了銀行決策的機動性，改為以「新常態」模式營運銀行，改變過往需要層層審批的決策文化。
2021年1月，禤惠儀獲委任為集團港澳台區域行政總裁。2021年12月，禤惠儀加入渣打集團管理團隊。她是在渣打集團六十多個市場中，唯一晉身集團管理團隊的地區行政總裁。
2023年2月，禤惠儀出任渣打國際商業銀行（渣打台灣）董事長一職，並擔任此職至2025年3月為止。

### 大中華及北亞區行政總裁
2024年8月，禤惠儀獲委任為渣打集團大中華及北亞區行政總裁，將其管理範圍擴展至中國、日本及韓國的業務。

## 個人生活
禤惠儀已婚，丈夫為她在花旗銀行擔任實習生時結識。

## 擔任公職
- 香港銀行公會輪任主席（2019年－2020年、2022年－2023年、2025年－2026年）
- 亞太經合組織工商諮詢理事會香港代表
- 香港管理專業協會理事會成員
- 香港貿易發展局一帶一路及粵港澳大灣區委員會委員
- 航空發展與機場三跑道系統諮詢委員會委員
- 婦女事務委員會委員
- 人力資源規劃委員會委員
- 醫院管理局董事會成員
- 香港旅遊發展局董事會成員
- 香港賽馬會遴選會員

## 外部連結
- 官方网站（英文）

| 商界職務        | 商界職務                                                | 商界職務        |
| --------------- | ------------------------------------------------------- | --------------- |
| 前任者： 洪丕正 | 渣打集團大中華及北亞區域行政總裁 2024年－               | 現任            |
| 新頭銜 職位創設 | 渣打集團區域行政總裁（香港、台灣及澳門） 2021年－2024年 | 懸空            |
| 前任者： 龐維哲 | 渣打銀行（台灣）董事會主席 2023年－2025年               | 繼任者： 陳銘僑 |
| 前任者： 陳秀梅 | 渣打銀行（香港）行政總裁 2017年－                       | 現任            |